# Casa Senyorial de Vārkava
La Casa Senyorial de Vārkava (en letó: Vārkavas muižas pils) es troba a la regió històrica de Latgàlia, al municipi de Vārkava de l'est de Letònia.